# Sherina Munaf
Sherina Munaf, née le 11 juin 1990, est une chanteuse et actrice indonésienne.
Elle est jury de The Voice Indonesia depuis 2013.

## Discographie
- 1999 : Andai Aku Besar Nanti
- 2000 : Petualangan Sherina
- 2002 : My Life
- 2007 : Primadona
- 2009 : Gemini
- 2013 : Tuna

## Filmographie
- 2000 : Petualangan Sherina de Riri Riza : Sherina
- 2018 : 212 Warrior d'Angga Dwimas Sasongko : Anggini